# Bitwa pod Duniłowiczami (V 1920)
Bitwa pod Duniłowiczami – część wielkiej bitwy nad Berezyną. Walki polskiego 13 pułku piechoty ppłk. Karola Kraussa z sześcioma pułkami 53 Dywizji Strzelców w czasie majowej ofensywy wojsk Michaiła Tuchaczewskiego w okresie wojny polsko-bolszewickiej.

## Położenie wojsk przed bitwą
W maju 1920, po zajęciu Kijowa i zdobyciu przyczółków mostowych po wschodniej stronie Dniepru, wojska polskie przeszły do obrony. Wódz Naczelny Józef Piłsudski zdawał sobie sprawę z tego, że nie udało mu się rozbić większych sił nieprzyjaciela, a jedynie zmusił je do wycofania się dalej na wschód. Stąd też planował nowe uderzenie, tym razem na północnym odcinku frontu wschodniego. W tym czasie dowódca Frontu Zachodniego Michaił Tuchaczewski grupował wojska na wschodnim brzegu Berezyny i także przygotowywał je do ofensywy.

### Skład wojsk
Wojsko Polskie
- 1 Armia gen. Stefana Majewskiego obsadzała odcinek Dryssa–Połock–Uszacz–Lepel. W pierwszym rzucie posiadała 8 Dywizję Piechoty i 1 Dywizję Litewsko-Białoruską, a w odwodzie 3 Dywizję Piechoty Legionów i 1 Brygadę Jazdy.
- 4 Armia gen. Szeptyckiego w składzie 2 Dywizja Piechoty Legionów, 6., 14. i 9. dywizje piechoty broniła linii Berezyny od Lepla po ujście do Dniepru.

17 maja dowodzenie nad obu armiami przejął gen. Stanisław Szeptycki.
Armia Czerwona
Na wschodnim brzegu Berezyny utworzono zgrupowanie uderzeniowe:
- 15 Armia Augusta Korka w składzie 4., 6., 5., 53., 56. dywizje strzeleckie i 15 Dywizja Kawalerii[a]
- Grupę Północną Jewgienija Siergiejewa w składzie 48 Dywizja Strzelców i 164 Brygada Strzelców
- 16 Armia Nikołaja Sołłohuba w składzie 2., 8., 10., 17. i 21. dywizje strzeleckie[b].

Całością sił uderzeniowych dowodził dowódca Frontu Zachodniego Michaił Tuchaczewski.

## Przebieg działań
14 maja wojska Frontu Zachodniego Michaiła Tuchaczewskiego przeszły do ofensywy. 19 maja 13 pułk piechoty ppłk. Kraussa, wycofywał się pod naporem wojsk nieprzyjaciela i osiągnął Duniłowicze. 
W tym rejonie dowódca sowieckiej 53 Dywizji Strzelców skoncentrował swoje dwie brygady z zamiarem odcięcia dróg odwrotu oddziałom polskim. Dowódca polskiej 8 Dywizji Piechoty gen. Józef Czikel postawił zadanie 13 pułkowi piechoty bronić Duniłowicz do czasu odejścia wojsk własnych na zachód. 
13 pułk piechoty, wzmocniony 9 kompanią 33 pułku piechoty zajął stanowiska na północ od Duniłowicz i do wieczora odparł siedem ataków piechoty sowieckiej. Obrońcom brakowało amunicji, a przeciwnika odpierano w walce na bagnety. Bez łączności z macierzystą 8 Dywizją i przy braku zaopatrzenia, pułk bronił Duniłowicz do późnego popołudnia 21 maja. Wieczorem otrzymano rozkaz odwrotu. 22 maja wycofał się na linię starych okopów niemieckich na odcinku od traktu Kobylnik – Duniłowicze do jeziora Miadzioł. 